# 乳井貢
乳井 貢（にゅうい みつぎ）は、江戸時代中期の弘前藩士。

## 生涯
正徳2年（1712年）、津軽藩士・乳井建尚の子として誕生。初め建富（のりとみ）を名乗った。
宝暦3年（1753年）、津軽藩6代藩主・津軽信寧の代に勘定奉行に取り立てられると、宝暦改革に着手。藩士からの借米の一部を棒引きすると共に、豪商への課税を強化するなど藩財政の立て直しを行った。このことが功を奏し、宝暦5年（1755年）に発生した宝暦の飢饉の際には、餓死者の発生を抑えることに成功。信寧より「貢」の名を賜った。
また、宝暦6年（1756年）には、外が浜巡視をきっかけに津軽半島の海岸線に居住するアイヌ民族を平民扱いとする同化政策を実施し、その生活や地位を向上させた。一方で、アイヌ民族固有の文化や生活様式は急速に失われ、抵抗した住民の一部は逃亡し、最終的には弘前藩に恭順している。
ところが、宝暦の飢饉の影響により豪商からの借金は膨らみ藩経済は疲弊。乳井は、さらなる強権策として行政組織の整理、有力商家への課税強化と優遇、標符（藩札）の発行、徳政令的な施策などを矢継ぎ早に実施したが、藩経済を混乱させるにとどまった。これにより、藩主・信寧の命令によって10年ほど川原平村（現・青森県西目屋村川原平）へと蟄居をさせられた。
乳井の失脚後も弘前藩の経営はままならず、安永7年（1778年）に8代藩主・津軽信明により再び勘定奉行への登用が図られるも、過去の強権政治の記憶が残る藩士や商人はこぞって難色を示したため再失脚している。天明4年（1784年）、ようやく許されて弘前に閑居し、詩文俳諧を楽しみつつ、数学などを講じて余生を過ごした。
寛政4年（1792年）、死去。

## 思想
- 乳井が影響を受けた先達の学者として、古学の山鹿素行を本朝第一の思想家に挙げている[1]。
- 素行の「仇討ちは、天下の大道にて目のある場で討ち果たすが手柄と云うべし。敵が家中に居るを、人知れず踏み込むは悪しき下策なり。是れ夜盗と大差なし」[2]を根拠に、赤穂義士を「士道ノ正義」に反した「天下ノ罪人」と厳しく糾弾している[3][4]。

## 人物・逸話
- 実学的な著述を数多くの執筆し、安永元年（1772年）には農業に従事した経験を活かした農業経済学の『陸稲記』や、天明元年（1781年）には現在のそろばんと同じ珠の配置（地4+天1）を唱えた『初学算法』などがある。4つ珠そろばんが全国に普及したのは乳井の考案から154年後（尋常小学算術）である。
- 当時の武士の規範とされた朱子学の考え方を批判し、社会に有用な実学を重んじた。
- 1780年代に失脚した際には辺境の川原平に蟄居を命ぜられたが、拘束の程度は緩く（取締の役人が村に来ると牢に入っている形式）、新田を開発する傍ら寺子屋を開き、村人に読み書きそろばんを教えていた。こうした活動から、乳井は地域の住民から慕わる存在となった。昭和10年に建立された顕彰碑が西目屋村川原平にあったが、津軽ダムの建築工事で撤去されて現在はそこになく[5]、津軽白神湖パークに移動させられている。

## 著書
『志学幼弁』、『大学文盲解礼通用』、『応分志』、『経国度量』、『度量分数』、『国家財政』、『議量問答』、『商家利道』、『太極図説』、『象数』、『易象』、『夫貢制定分録』、『王制利権方睦』、『稲記損』、『益指掌町見術』、『五虫論』、『津軽名臣伝』、『深山惣次』、『蝸牛の道徳』、『可楽先生詠歌』、『無名郷』、『節用則』など多数
- 『[https://dl.ndl.go.jp/info:ndljp/pid/1243184 乳井貢全集. 第1巻]』 - 志学幼弁、大学弁盲解
- 『[https://dl.ndl.go.jp/info:ndljp/pid/1243197 乳井貢全集. 第2巻]』 - 周禮通用、應分志、經國度量、度量分數、節用則、國家財政、識量問答、商家利道、無名鄕
- 『[https://dl.ndl.go.jp/info:ndljp/pid/1230969 乳井貢全集. 第3巻]』 - 太極圖說、象數、易象、夫貢制、定分祿、王制利權之方、王制利權方、利權主客之位、陸稻記、損益指掌、年糓多寡節用、期月而已可、通財一事凡例、得失問答、制地考、檢地法、檢地政、城制法、城制規矩
- 『[https://dl.ndl.go.jp/info:ndljp/pid/1230979 乳井貢全集. 第4巻]』 - 丁見術細目圖解、圓術眞法方圓傳、初學算法、觀中算要、版籌、五蟲論、津輕名臣傳、深山惣次、可樂詠歌集、餘錄
- 『[https://dl.ndl.go.jp/info:ndljp/pid/1912887 乳井貢全集 : 4巻. 第一卷]』
- 『[https://dl.ndl.go.jp/info:ndljp/pid/1912902 乳井貢全集 : 4巻. 第二卷]』
- 『[https://dl.ndl.go.jp/info:ndljp/pid/1912918 乳井貢全集 : 4巻. 第三卷]』
- 『[https://dl.ndl.go.jp/info:ndljp/pid/1912940 乳井貢全集 : 4巻. 第四卷]』

全集の校定は中道等。第4巻の冒頭に、中道等による顕彰碑の碑文と写真が掲載されている。
- 小島康敬 校注『乳井貢 志学幼弁』（北海道大学出版会、2024年）